# Georgien i Eurovision Song Contest 2013
Georgien kommer att delta i Eurovision Song Contest 2013 i Malmö i Sverige. De kommer att representeras av Sopo Gelovani och Nodiko Tatisjvili med låten "Waterfall".

## Internt val
Den 18 september 2012 bekräftade GPB sitt deltagande i tävlingen år 2013. Den 31 december samma år meddelade GPB att man internt valt ut Sopo Gelovani och Nodiko Tatisjvili till att representera landet. Den 10 januari 2013 avslöjades det att Thomas G:son skulle komponera det georgiska bidraget. En del av låten kunde för första gången höras den 6 februari under ett nyhetsprogram på GPB där man avslöjade titeln "Waterfall". Den 8 februari meddelade GPB att man planerade att avslöja hela bidraget i mitten av februari. Man använde sig inte av ett speciellt TV-program för att presentera låten utan valde istället att endast premiärvisa det tillhörande videoklippet med låten på TV-kanalen. Detta gjorde man den 27 februari.

## Vid Eurovision
Georgien har lottats till att framföra sitt bidrag i den andra halvan av den andra semifinalen den 16 maj 2013 i Malmö Arena.